# Самбатени (Арад)
Самбатени (рум. Sâmbăteni) насеље је у Румунији у округу Арад у општини Паулиш. Oпштина се налази на надморској висини од 118 m.

## Историја
У месту је у првој половини 18. века било пуно Срба граничара. Године 1703. ту је смештена једна војна јединица, у саставу Поморишке војне границе, која је подређена арадском капетану. Био је то капетан Михаило Текелија, брат Ранков. Срби граничари су се узалуд противили укидању милитарског статуса. Учествовали су почетком новембра 1750. године на протесном збору у Надлаку, а и током појединачног изјашњавања (у исто време) нико се није изјаснио за провинцијал. Када је половином тог века почело неминовно масовно исељавање у Русију, до 27. јула 1751. године отишло је њих 115 из Самбатена.
По државном шематизму православног клира Угарске 1846. године је у месту било 1803 становника. Ту се налази православна црква Св. Николе, при којој служи протопрезвитер, парох поп Емануел Петровић и капелан поп Никола Манојла. Иконостас у цркви урадио је 1844. године иконописац Никола Алексић. Он је на Богородичином трону насликао Богородицу са идеалисаним ликом своје супруге Марије. На иконама су српски натписи исписани сликарском кичицом. Православне црквене матице се воде од 1782. године. У вероисповедну школу иде 22 ђака које учи Георгије Ширијан.

## Становништво
Према подацима из 2002. године у насељу је живело 1786 становника.

### Попис2002.
| Расподела становништва по националности 2002.‍ | Расподела становништва по националности 2002.‍ | Расподела становништва по националности 2002.‍ | Расподела становништва по националности 2002.‍ | Расподела становништва по националности 2002.‍ |
| --------------------------------------------- | --------------------------------------------- | --------------------------------------------- | --------------------------------------------- | --------------------------------------------- |
|                                               |                                               |                                               |                                               |                                               |
| Румуни                                        | Румуни                                        |                                               | 1.664                                         | 93,3%                                         |
| Мађари                                        | Мађари                                        |                                               | 7                                             | 0,4%                                          |
| Роми                                          | Роми                                          |                                               | 112                                           | 6,3%                                          |